# Chlenias chytrinopa
Chlenias chytrinopa là một loài bướm đêm trong họ Geometridae.